# Oberea griseopennis
Oberea griseopennis är en skalbaggsart. Oberea griseopennis ingår i släktet Oberea och familjen långhorningar.

## Underarter
Arten delas in i följande underarter:
- O. g. griseopennis
- O. g. chinensis